# Gisela busca...
Gisela busca...  [sic] es un programa de entrevistas peruano, conducido y dirigido por Gisela Valcárcel, estrenado en 2018, producido bajo licencia por América Televisión y GV Producciones.

## Temática
Este programa, es un programa de entrevistas donde la conductora entrevistará a diversas parejas del medio, para conocer como es la vida de casados .

## Invitados

### Primera temporada (Gisela busca... el amor)
- Natalie Vértiz y Jacobo Esquenazi
- Federico Salazar y Katia Condos
- Mauricio Diez Canseco y Antonella De Groot
- Flor Polo y Néstor Villanueva
- Melissa Paredes y Rodrigo Cuba
- Rebeca Escribens, Ethel Pozo y Michelle Alexander

### Segunda temporada (Gisela busca...)
- Susy Díaz
- Aldo Miyashiro + elenco de Once Machos y Erika Villalobos
- Sheyla Rojas + familia y Pedro Moral
- Josimar Fidel + su esposa, hijos y familia